# Vjekoslav Škrinjar
Vjekoslav Škrinjar (nacido el 2 de junio de 1969) es un exfutbolista croata que se desempeñaba como centrocampista.
Jugó para clubes como el NK Marsonia Slavonski Brod, Dinamo Zagreb, NK Zagreb, Gamba Osaka, HNK Segesta Sisak y 1. FSV Maguncia 05.

## Trayectoria

### Clubes
| Club                       | País       | Año         |
| -------------------------- | ---------- | ----------- |
| NK Marsonia Slavonski Brod | Yugoslavia | 1987 - 1989 |
| Dinamo Zagreb              | Yugoslavia | 1989 - 1991 |
| NK Zagreb                  | Yugoslavia | 1991 - 1992 |
| Dinamo Zagreb              | Croacia    | 1992 - 1994 |
| Gamba Osaka                | Japón      | 1995 - 1996 |
| NK Zagreb                  | Croacia    | 1997 - 1999 |
| HNK Segesta Sisak          | Croacia    | 1999        |
| 1. FSV Maguncia 05         | Alemania   | 2000 - 2002 |